# Lydia Lassila
Lydia Lassila (geboren:Lydia Ierodiaconou) (Melbourne (Victoria), 17 januari 1982) is een Australische freestyleskiester. Ze vertegenwoordigde haar vaderland op vijf achtereenvolgende Olympische Winterspelen; Salt Lake City 2002, Turijn 2006, Vancouver 2010, Sotsji 2014 en Pyeongchang 2018.

## Carrière
Bij haar wereldbekerdebuut, in september 2001 in Mount Buller, eindigde Lassila op de vijfde plaats. Tijdens de Olympische Winterspelen van 2002 in Salt Lake City eindigde de Australische op de achtste plaats op het onderdeel aerials. In september 2002 stond Lassila in Mount Buller voor de eerste maal in haar carrière op het podium van een wereldbekerwedstrijd. Op de wereldkampioenschappen freestyleskiën 2003 in Deer Valley eindigde de Australische als vijftiende op het onderdeel aerials. Een maand na de wereldkampioenschappen boekte ze in Špindlerův Mlýn haar eerste wereldbekerzege. In Ruka nam Lassila deel aan de wereldkampioenschappen freestyleskiën 2005, op dit toernooi eindigde ze als zestiende op het onderdeel aerials. Tijdens de Olympische Winterspelen van 2006 in Turijn eindigde de Australische op de veertiende plaats op het onderdeel aerials.
In het seizoen 2008/2009 schreef Lassila de wereldbeker op het onderdeel aerials op haar naam. Op de wereldkampioenschappen freestyleskiën 2009 in Inawashiro eindigde de Australische op de dertiende plaats op het onderdeel aerials. Tijdens de Olympische Winterspelen van 2010 in Vancouver veroverde Lassila de gouden medaille op het onderdeel aerials.
Na haar gouden medaille in Vancouver werd Lassila moeder. In het seizoen 2012/2013 keerde ze terug in het wereldbekercircuit. In haar eerste wedstrijd, in januari 2013 in Changchun, stond de Australische direct weer op het podium. Op de wereldkampioenschappen freestyleskiën 2013 in Voss eindigde Lassila als vijfde op het onderdeel aerials. Tijdens de Olympische Winterspelen van 2014 in Sotsji sleepte ze de bronzen medaille in de wacht op het onderdeel aerials.
In februari 2015 werd Lassila voor de tweede keer moeder. In het seizoen 2016/2017 maakte de Australische opnieuw haar rentree in het wereldbekercircuit, ze won dit seizoen drie wereldbekerwedstrijden. Op de wereldkampioenschappen freestyleskiën 2017 in de Spaanse Sierra Nevada eindigde ze als elfde op het onderdeel aerials. Tijdens de Olympische Winterspelen van 2018 in Pyeongchang eindigde Lassila als twintigste op het onderdeel aerials. 

## Resultaten

### Olympische Spelen
| Jaar | Plaats         | Resultaten  |
| ---- | -------------- | ----------- |
| 2002 | Salt Lake City | 8e Aerials  |
| 2006 | Turijn         | 14e Aerials |
| 2010 | Vancouver      | Aerials     |
| 2014 | Sotsji         | Aerials     |
| 2018 | Pyeongchang    | 20e Aerials |

### Wereldkampioenschappen
| Jaar | Plaats        | Resultaten  |
| ---- | ------------- | ----------- |
| 2003 | Deer Valley   | 15e Aerials |
| 2005 | Ruka          | 16e Aerials |
| 2009 | Inawashiro    | 13e Aerials |
| 2013 | Voss          | 5e Aerials  |
| 2017 | Sierra Nevada | 11e Aerials |

### Wereldbeker
Eindklasseringen
| Seizoen   | Algm | AE     |
| --------- | ---- | ------ |
| 2001/2002 | 23e  | 11e    |
| 2002/2003 | 5e   | Zilver |
| 2003/2004 | 8e   | Zilver |
| 2004/2005 | 5e   | Zilver |
| 2005/2006 | 75e  | 28e    |
| 2007/2008 | 10e  | Zilver |
| 2008/2009 | 5e   | Goud   |
| 2009/2010 | 12e  | 4e     |
| 2012/2013 | 15e  | Brons  |
| 2013/2014 | 12e  | 4e     |
| 2016/2017 | 12e  | Brons  |
| 2017/2018 | 29e  | 5e     |

Wereldbekerzeges
| Datum            | Plaats             | Onderdeel |
| ---------------- | ------------------ | --------- |
| 1 maart 2003     | Špindlerův Mlýn    | Aerials   |
| 7 september 2003 | Mount Buller       | Aerials   |
| 15 februari 2004 | Harbin             | Aerials   |
| 4 september 2004 | Mount Buller       | Aerials   |
| 5 september 2004 | Mount Buller       | Aerials   |
| 9 januari 2005   | Mont Tremblant     | Aerials   |
| 13 januari 2006  | Deer Valley        | Aerials   |
| 19 december 2008 | Adventure Mountain | Aerials   |
| 25 januari 2009  | Mont Gabriel       | Aerials   |
| 15 januari 2010  | Deer Valley        | Aerials   |
| 22 januari 2010  | Lake Placid        | Aerials   |
| 14 januari 2014  | Val Saint Come     | Aerials   |
| 3 februari 2017  | Deer Valley        | Aerials   |
| 25 februari 2017 | Minsk              | Aerials   |
| 4 maart 2017     | Moskou             | Aerials   |
| 19 januari 2018  | Lake Placid        | Aerials   |